# أنصاف مجانين (مسلسل)
أنصاف مجانين مسلسل درامي مصري يتكون من 12 حلقة تم إنتاجه سنة 2021. مأخوذ عن رواية الكاتبة شيماء الشريف تحمل نفس الاسم.
تم العرض الخاص الأول من المسلسل خلال فعاليات النسخة الثالثة لأيام القاهرة لصناعة السينما بمهرجان القاهرة السينمائي الدولي 2020.

## القصة
يخضع أنس لعملية زراعة قلب وبعد تعافيه يبدأ في سماع صوت المتبرع والذي يطلب منه كشف لغز حاول جاهدا في حياته الوصول لمفاتيحه، ليبدأ أنس رحلته لكشف غموض هذا اللغز.

## طاقم العمل
- أحمد خالد صالح (أنس)
- رامي الطمباري (محمود منصور)
- ياسين أبو رواش ("مصطفى" شاب صعيدي)
- محمد رضوان (راضي)
- محمد عبد العظيم (والد أنس)
- ميرنا هشام
- صدقي صخر (حازم)
- وسيم نبيل الدقاق
- آدم النحاس (رامي)
- أسماء جلال (ريم منصور)
- عصام عمر (ياسين )
- دنيا سامي
- إنجي كمال
- علاء حور (يوسف "جو")
- مدحت الخطيب (ياسر المراكبى)
- سامية أسعد (فرح)
- ديانا هشام (جميلة)
- علي خليفة (عم ريم ومحمود)
- ماجدة منير (خالة ريم ومحمود)